# Gonhal(K), Kushtagi
Gonhal(K) là một làng thuộc tehsil Kushtagi, huyện Koppal, bang Karnataka, Ấn Độ.